# Dettopsomyia bombax
Dettopsomyia bombax är en tvåvingeart som först beskrevs av Burla 1954.  Dettopsomyia bombax ingår i släktet Dettopsomyia och familjen daggflugor. Inga underarter finns listade i Catalogue of Life.